# 獸頜獸屬

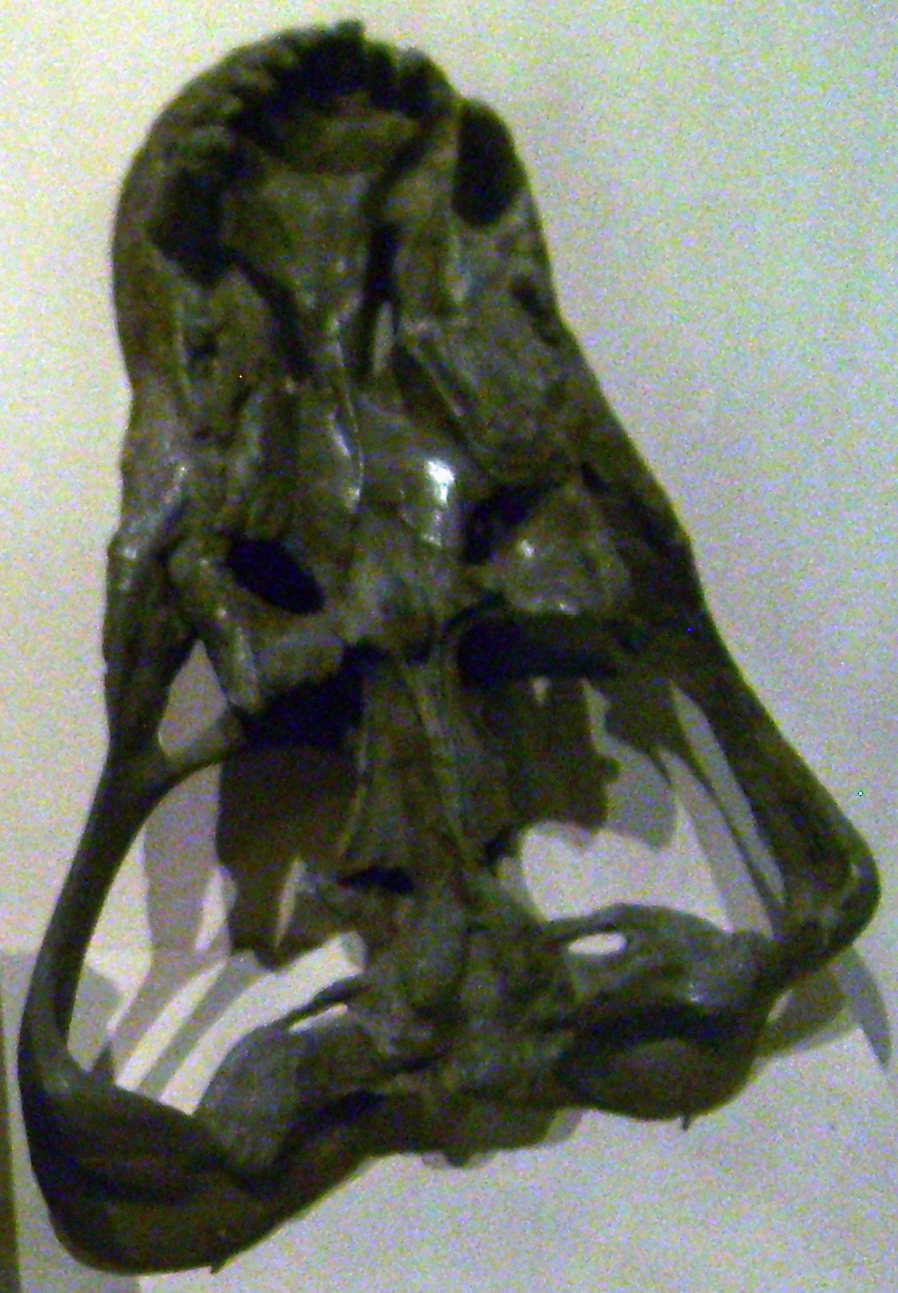
獸頜獸的頭顱骨

獸頜獸屬（學名：Theriognathus）意為「獸的頜部」，是已滅絕合弓綱的一屬，屬於獸孔目的獸頭亞目，化石發現於南非卡魯盆地的小頭獸組合帶（Cistecephalus Assemblage Zone）與二齒獸組合帶（Dicynodon Assemblage Zone），生存年代為二疊紀晚期。
獸頜獸是種大型獸頭類，屬於Whaitsiidae科。在1980年，Whaitsiidae科的許多屬被歸類為獸頜獸的異名。Whaitsia被歸類為Theriognathus major，Notosollasia被歸類為Theriognathus laticeps。
在過去，Whaitsiidae科曾被認為是犬齒獸類的近親，或者是犬齒獸類的祖先。一個2008年研究，提出獸頭亞目是個並系群，並將獸頜獸歸類為犬齒獸類的姊妹分類單元。一個2009年研究則提出不同看法，獸頭亞目是個單系群演化支，而獸頜獸是種進階型獸頭類。